# Guillaume Budé
Guillaume Budé (en latín: Guglielmus Budaeus; París, 26 de enero de 1467-Ib., 22 de agosto de 1540) fue un helenista, jurista y humanista francés.

## Biografía
Estudió derecho en París y en Orleans con poco éxito y aplicación; sin embargo la lectura de San Jerónimo y Joannes Lascaris le ayudó a adquirir un gran conocimiento del griego, lengua que aprendió de forma prácticamente autodidacta. Con esto pasó a interesarse, además, por la filosofía, la teología, el derecho y la medicina, materias en las que hizo rápidos progresos. Luis XII le recompensó por sus conocimientos nombrándole secretario. Se marchó a Roma con un mensaje para León X (1515) y acompañó a Francisco I en la mayoría de sus viajes. Se esforzó por conseguir del rey la fundación de la Biblioteca de Fontainebleau, origen de la futura Bibliothèque Nationale, de la que fue bibliotecario. Mantuvo una activa correspondencia epistolar en griego, latín y francés con Erasmo de Róterdam, Tomás Moro, Étienne Dolet, François Rabelais y otros. 
En teología se aproximó al calvinismo, causa de su muerte. Con ayuda del obispo de Bayona, Jean du Bellay, propuso con Francisco I la creación de un colegio trilingüe de latín, griego y hebreo (el futuro Collège de France) y solicitó para dirigirlo a Erasmo de Róterdam, quien rehusó. El colegio fue fundado finalmente en 1530. Fue amigo y consejero del canciller Guillaume Poyet.
Budé es considerado el mayor humanista de Francia.
A él se debe que el primado de la filología pasase de Italia a Francia. Entre otras obras, escribió los Commentaria linguae Graecae y el De philologia, donde intenta demostrar la importancia de las letras para el Estado y para la sociedad. También realizó la disertación De transitu Hellenismi ad Christianismum, en la que ensalza la filosofía griega como preparación para el cristianismo y defiende los estudios helenísticos a pesar de ser acusado por herejía, lo que le atormentó toda la vida y le provocó un gran temor por la muerte.

## Obra
Aparte de su abundante epistolario, que se ha conservado, también tradujo al latín las Vidas paralelas de Plutarco de Queronea (1502 - 05) y publicó unas Anotaciones in XXIV libros Pandectarum (París, 1508) en las que, aplicando la filología y la historia al conocimiento del derecho romano, revolucionó el estudio de la jurisprudencia, depurando el corpus iuris civilis, restituyendo la pureza del texto primitivo y señalando las contaminaciones y deturpaciones de los glosadores. También sintió interés por materias arqueológicas, en las que su contribución más importante fue su tratado sobre la moneda y pesos y medidas romanas, De asse et partibus eius (Venecia, 1522). En 1520 publicó su disertación filosófica y moral De contemporaneo  raro en 1527, De estudio literario recte et comodo constituendo, en el que urge a no descuidar el estudio de las letras. Como helenista se le debe un Commentarii linguae graecae (París, 1529), conjunto de notas lexicográficas que contribuyeron grandemente al estudio de la literatura griega en Francia, y el De transitu helenismi ad Christianismum (París, 1534) en el que intenta hacer una síntesis entre estudios sagrados y profanos, cristianismo y herencia antigua. En su De philologia (1532) trazó una reforma de los estudios universitarios fundamentada en una formación global y enciclopédica con base en los textos originales de los autores y pidió que se abrieran las más altas funciones del estado a los hombres de ciencia. Sus obras completas fueron publicadas en Basilea en 1557 junto con una pequeña biografía redactada por su discípulo Louis Le Roy.

## Obras

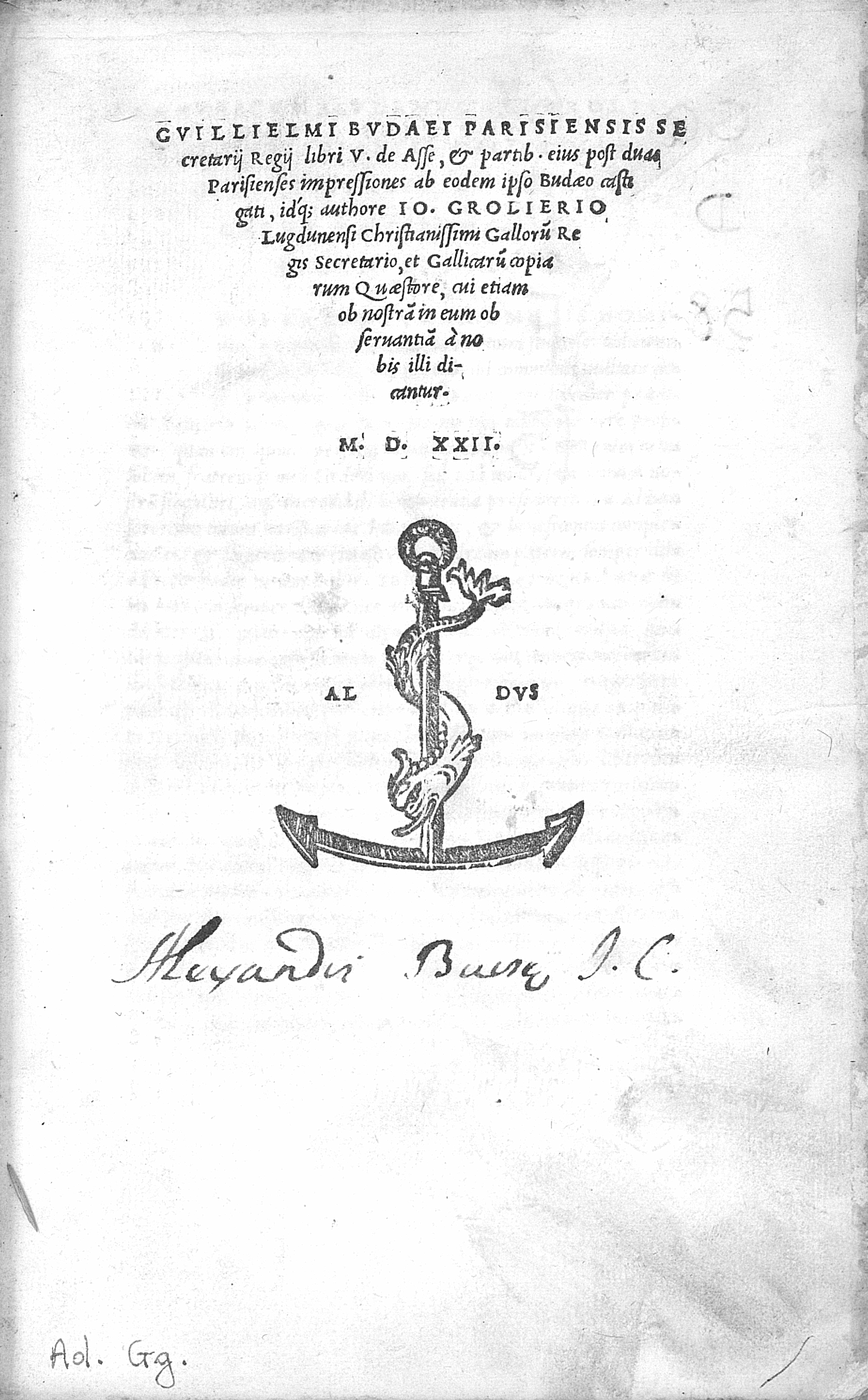
Libri V de Asse et partibus ejus, 1522

- Annotationes in XXIV libros Pandectarum, Paris, 1508
  - Annotationes in quattuor et viginti pendectarum libros. Paris, Josse Bade, 1532
  - Annotationes in XXIV Pandectarum libros (en latín). Lyon: Sébastien Gryphius. 1541.
  - Annotationes in XXIV Pandectarum libros (en latín). Lyon: Sébastien Gryphius. 1546.
- De contemptu rerum fortuitarum libri tres, Paris, 1520
- Epistolae, 1520
- Summaire ou Epitome du livre de Asse, Paris, 1522
  - De Asse et Partibus Eius (en latín). Venezia: Aldo Manuzio, eredi & Andrea Torresano. 1522.
- De studio litterarum recte et commode instituendo, Paris, 1527
- Commentarii linquae graecae, Paris, 1529
  - Commentarii Linguae Græcae, Gulielmo Budaeo, consiliario Regio, supplicumque libellorum in Regia magistro, auctore. Ab eodem accuratè recogniti, atque amplius tertia parte aucti. Ex officina Roberti Stephani typographi Regii, Parisiis, 1548
- De philologia, Paris, 1530
- Libellorumque magistri in praetorio, altera aeditio annotationum in pandectas, Paris, Josse Bade, 1532
- De Studio Literarum Recte Et Commode Instituendo. Item Eiusdem G. Budaei De Philologia Lib. II. Basileae, apud Ioan. Walderum, martio 1533
- De transitu Hellenismi ad Christianismum libri tres, Paris, Robert Estienne, 1534
- De l'institution du prince, in-folio, 1547
- Opera omnia, 4 vol. in-folio, Basilea, 1557